# Kingdom Hearts 358/2 Days
Kingdom Hearts 358/2 Days (яп. キングダム ハーツ 358/2 Days кингудаму ха:цу сури: файбу эйто дэйдзу о:ба: цу:, «Королевство Сердец: 358/2 дня») — экшн-РПГ, разработанная совместно Square Enix и h.a.n.d. и изданная Square Enix эксклюзивно для портативной игровой системы Nintendo DS. Эта игра является пятой в серии Kingdom Hearts, а её действие происходит между первой и второй номерными частями, часть сюжета происходит параллельно событиям Kingdom Hearts: Chain of Memories. Главный герой игры — Роксас (яп. ロクサス Рокусасу, англ. Roxas), а игра повествует о его днях в Организации XIII (яп. XIII機関 Дзю:Сан Кикан, англ. Organization XIII) и взаимоотношениях с другими двумя персонажами, Акселем (яп. アクセル акусэру, англ. Axel) и Ксион (яп. シオン Сион, англ. Xion).
Графика у этой игры — трёхмерная, и в ней присутствует как одиночный, так и многопользовательский режим. Игра была анонсирована на игровой выставке Tokyo Game Show в 2007 году, а позже было объявлено, что игра выйдет и на Западе. Когда Kingdom Hearts 358/2 Days была издана, в Японии вышла версия Nintendo DSi, оформленная в стиле игры. В 2013 году был опубликован сборник Kingdom Hearts HD 1.5 Remix для PlayStation 3, куда входят HD-переиздания Kingdom Hearts Final Mix и Kingdom Hearts Re:Chain of Memories, а также большинство роликов из Kingdom Hearts 358/2 Days, также переделанных в высоком разрешении.

## Игровой процесс

Скриншот игры. На верхнем экране показан сам игровой процесс, на нижнем расположена схематичная карта местности и указана цель миссии

Как и другие игры серии, Kingdom Hearts 358/2 Days является экшн-РПГ, и, как следствие, битвы проходят в реальном времени. Игрок использует кнопки, чтобы бегать и прыгать, а для управления камерой используется нижний сенсорный экран Nintendo DS. Сенсорный экран также используется для навигации в различных игровых меню, но его использование не является обязательным, и можно пройти игру, ни разу не воспользовавшись сенсорным экраном. В левом нижнем углу верхнего экрана находится меню, где игрок выбирает действие персонажа: атаковать, применить способность или использовать предмет. У игры существуют несколько режимов: однопользовательский, где игрок управляет Роксасом и проходит его сюжетную линию, режим свободного прохождения миссий и многопользовательский режим. Сюжетный режим и режим свободного прохождения миссий связаны между собой: предметы и способности, полученные в одном из них, можно использовать и в другом.
Новые способности, уровни и предметы становятся доступны, если они экипированы в меню Панелей (англ. Panel). Способность можно использовать столько раз за миссию, сколько панелей экипировано, однако с помощью специальных предметов можно уменьшать число использованных способностей. Максимальное количество панелей ограничено, однако со временем число свободных ячеек возрастает. Кроме того, существуют также «Соединительные панели» (англ. Link Panel), которые занимают сразу несколько ячеек и «соединяют» собой несколько панелей, которые влияют на их эффект. Если у главного героя малое количество очков здоровья, то он может активировать «Прорыв предела» (англ. Limit Break), индивидуальную мощную способность персонажа, которая раньше появлялась в другой серии Square Enix, Final Fantasy.
В Kingdom Hearts 358/2 Days присутствует многопользовательская игра, где игроки могут вместе проходить миссии, как кооперативно, так и объединяясь в разные команды и соревнуясь друг с другом. Кроме живых игроков, у игрока могут быть напарники, управляемые искусственным интеллектом. Максимальное количество поддерживаемых игроков в многопользовательской игре — четверо. Как и в режиме свободного прохождения миссий, в многопользовательской игре можно играть за каждого из членов Организации XIII, а также в качестве секретных персонажей присутствуют Сора (яп. ソラ, англ. Sora), Рику (яп. リク, англ. Riku), Король Микки, Дональд и Гуфи — их можно открыть при прохождении сюжетного режима. В многопользовательском режиме также присутствует чат для связи между игроками.

## Сюжет

### Игровая вселенная
В данной игре присутствуют миры, основанные на диснеевских мультфильмах, в которых игрок выполняет различного рода миссии. Из диснеевских миров присутствуют Аграба (яп. アグラバー агураба:, англ. Agrabah) из «Аладдина», Замок Чудовища (яп. ビーストキャッスル Би:суто кяссуру, англ. Beast's Castle) из «Красавицы и Чудовища», Олимпийский Колизей (яп. オリンポスコロシアム оримпосу коросиаму, англ. Olympus Coliseum) из «Геркулеса», Город Хэллоуин (яп. ハロウィンタウン харовин таун, англ. Halloween Town) из «Кошмара перед Рождеством», Страна чудес (яп. ワンダーランド ванда:рандо, англ. Wonderland) из «Алисы в Стране чудес» и Нетландия (яп. ネバーランド Нэба:рандо, Neverland) из «Питера Пэна». Специально для серии игр Square Enix создала несколько миров. В данной игре появляются Мир, которого никогда не было (яп. 存在しなかった世界 сондзай синакатта сэкай, англ. The World That Never Was), штаб-квартира Организации XIII, немаловажную роль в сюжете играет Сумеречный Город (яп. トワイライトタウン товаирайто таун, англ. Twilight Town). В роликах можно увидеть Острова Судьбы (яп. デスティニーアイランド дэсутини: айрандо, англ. Destiny Islands) и Замок Забвения (яп. 忘却の城 бо:кяку но сиро, англ. Castle Oblivion).

### Персонажи
Главный герой игры — Роксас, появившийся в результате превращения Соры в Бессердечного (яп. ハートレス ха:торэсу, англ. Heartless) в первой Kingdom Hearts, и, таким образом, являющийся Несуществующим (яп. ノーバディ но:бади, англ. Nobody) Соры. Как и Сора, Роксас владеет Ключ-Клинком. Он является членом Организации XIII, группы из тринадцати сильных Несуществующих, которые являются главными злодеями в Kingdom Hearts: Chain of Memories и Kingdom Hearts II. Важную роль в сюжете также играют другие члены Организации XIII, в частности, Аксель, лучший друг Роксаса. В данной игре впервые появляется четырнадцатый член Организации, Ксион, девочка, внешне похожая на Каири, и, как и Роксас, владеющая Ключ-Клинком.
Немаловажную роль также играют следующие персонажи: Намине (яп. ナミネ наминэ, англ. Naminé), девочка, способная управлять памятью других людей, ДиЗ (яп. ディズ дидзу, англ. DiZ) — загадочный человек в красном балахоне, Рику, лучший друг Соры, Король Микки, правитель Замка Дисней (яп. ディズニーキャッスル дидзуни: кяссуру, англ. Disney Castle), помогающий Рику, и Пит, диснеевский злодей, подручный Малефисенты. Из Final Fantasy в Kingdom Hearts 358/2 Days появляется только мугл, продающий панели в мире Организации XIII.

### История
Ксемнас (яп. ゼムナス Дзэмунасу, англ. Xemnas), лидер Организации XIII, находит в Сумеречном городе только что появившегося на свет Несуществующего, которого нарекает Роксасом и берёт в Организацию. В отличие от других Несуществующих, у Роксаса отсутствуют воспоминания человека, которым он был раньше, то есть Соры, но с течением времени у Роксаса формируется собственная личность. Каждый день Роксаса посылают на миссии в различные миры, в одиночку или в сопровождении другого члена Организации XIII, чтобы он с помощью своего Ключ-Клинка уничтожал Бессердечных и освобождал их сердца. Из освобождённых сердец Организация планирует создать Королевство Сердец, которое вернёт Несуществующим их сердца и позволит им в полной мере осознать своё существование. В качестве наставника Роксасу дают Акселя: вскоре оба становятся лучшими друзьями. Когда Акселя посылают на миссию в Замок Забвения — таким образом, начинается действие Kingdom Hearts: Chain of Memories — Роксасу дают в партнёры Ксион, четырнадцатого члена Организации XIII, которая вступила в Организацию вскоре после вступления Роксаса. Роксас и Ксион обнаруживают, что у них много общего: оба не помнят свои изначальные личности и оба способны носить Ключ-Клинок.
Некоторое время спустя Роксас впадает в кому, так как Намине начала менять память Соры в Chain of Memories и просыпается только через несколько недель, когда Аксель возвращается в Мир, которого никогда не было и докладывает, что все члены Организации, что были с ним, убиты. Ксион сильно привязывается к Роксасу и Акселю, и каждый день после миссий они втроём едят мороженое со вкусом морской соли, сидя на башне Сумеречного города. После неудачной попытки убить Рику Ксион также впадает в кому. Проснувшись, Ксион начинает задаваться вопросами о своём существовании и отдаляется от своих друзей Роксаса и Акселя. Вскоре она узнаёт, что она — несовершенный клон Роксаса, созданный из воспоминаний Соры наподобие клона Рику из Chain of Memories, и что её создал Ксемнас на случай, если Роксас не сможет добывать сердца для Организации. Именно Ксион своим существованием мешала спящему в Замке Забвения Соре восстановить свои утраченные воспоминания. Рику встречается с Ксион и просит её слиться с Сорой обратно. Ксион впадает в смятение: она не знает, остаться ли ей с Роксасом и Акселем или же слиться с Сорой. Наконец, она решается покинуть Организацию, так как её сила начала расти, а сила Роксаса, наоборот, резко уменьшилась.
Аксель, поняв, что же мучит Ксион, позволяет ей уйти, но в результате ухудшаются его отношения с Роксасом. Роксас, узнав от Ксемнаса о том, кто такая Ксион на самом деле, спрашивает у Акселя, является ли он также клоном. Не получив ответа, Роксас также покидает Организацию, чтобы найти правду о самом себе. В Сумеречном городе Роксас встречает Ксион, которую изменил Ксемнас: он заставил её поглощать воспоминания Соры, а затем поглотить Роксаса. Не осознавая своих действий, Ксион нападает на Роксаса, но тот её побеждает. Ксион умирает на руках у Роксаса, к ней вернулось сознание. Перед смертью Ксион говорит, что не жалеет о прожитой жизни, так как она встретилась с Роксасом и Акселем, говорит Роксасу, что Организация XIII на самом деле — злодеи, и просит его остановить Ксемнаса и уничтожить собранное Королевство Сердец. Тело Ксион исчезает, и она становится частью воспоминаний Соры. После смерти Ксион воспоминания о ней у других начинают исчезать, но Роксас всё ещё помнит просьбу Ксион и возвращается в Мир, которого никогда не было. В нём Роксас встречает Рику, который побеждает его, воспользовавшись Тьмой, в результате чего Рику приобретает облик Ансема Искателя Тьмы, осколок сердца которого всё ещё находится внутри Рику. Рику ловит Роксаса и отдаёт его ДиЗу, а ДиЗ стирает Роксасу все его воспоминания, и помещает в виртуальную копию Сумеречного Города, чтобы впоследствии заставить его слиться с Сорой.

## История разработки
Изначально Тэцуя Номура, создатель серии Kingdom Hearts, во время разработки Kingdom Hearts II хотел сделать файтинг по мотивам данной серии, однако впоследствии решил, что заставлять диснеевских персонажей драться друг с другом — не такая уж и хорошая идея, и решил реализовать идею непосредственно файтинга в виде Dissidia Final Fantasy, а многие изначальные идеи, в частности, многопользовательская игра и её особенности, положили начало Kingdom Hearts 358/2 Days. В 2007 году Номура выразил интерес в разработке игры серии для портативной игровой консоли, и сообщил, что намерен изменить игровой процесс в данной игре. 358/2 Days была анонсирована одновременно с Birth by Sleep и coded на игровой выставке Tokyo Game Show. Первый трейлер был показан на закрытом показе в кинотеатре, где было запрещено фотографировать. В декабре 2007 года на выставке Jump Festa 2008 и на выставке DKΣ3713 в августе 2008 года были показаны другие трейлеры, также на выставках можно было опробовать демоверсию.
Игра изначально задумывалась для Nintendo DS. Роксас был выбран в качестве главного героя, потому что разработчики подумали, что, если главным героем будет не Сора, так будет проще представить игру игрокам незнакомым с серией. Создатели игры решили, что будние дни Роксаса в Организации XIII будут подходящей темой для сюжета. В особенности разработчики хотели объяснить причину, почему Роксас покинул Организацию, поэтому в сюжет была введена Ксион. Команда стремилась сделать игровой процесс похожим на тот, что в номерных Kingdom Hearts, однако малое количество кнопок на Nintendo DS мешало им это сделать. Некоторые функции DS, вроде сенсорного экрана, специально не были задействованы в полной мере, чтобы игровой процесс не так сильно изменился.

## Версии и сопутствующие товары
25 июня 2009 года Square Enix выпустило книгу из серии Ultimania, где подробнее описывались сюжет игровой процесс и история разработки Kingdom Hearts 358/2 Days. Kingdom Hearts 358/2 Days была выпущена в составе бандла «Kingdom Hearts 10th Anniversary Box» к десятилетию серии, куда также вошли Kingdom Hearts Re: coded и Kingdom Hearts 3D: Dream Drop Distance. Музыка из Kingdom Hearts 358/2 Days вышла в составе саундтрека, куда также вошла музыка из Kingdom Hearts Birth by Sleep и Kingdom Hearts Re: coded. Саундтрек вышел 2 февраля 2012 года.

### Манга и ранобэ
По мотивам игры существует серия ранобэ за авторством Томоко Канэмаки, иллюстрации рисовал художник Сиро Амано. Первый том «The 14th» вышел 30 июля 2009 года, второй, «Go to the Sea», 28 января 2009 года, а третий и заключительный «Xion-Seven Days» — в мае 2010 года. Кроме ранобэ, существует также манга, которая публиковалась в журнале Monthly Shonen Gangan, принадлежащем Square Enix, с августа 2009 года по август 2012 года. Манга была опубликована в пяти томах: первый том вышел 22 июня 2010 года, а последний — 22 апреля 2012 года.

### HD 1.5 Remix
В сентябре 2012 года Square Enix анонсировала Kingdom Hearts HD 1.5 Remix для PlayStation 3, сборник, куда входят HD-версии Kingdom Hearts Final Mix и Kingdom Hearts Re:Chain of Memories. В данные версии была добавлена поддержка трофеев. За основу моделей персонажей были взяты модели из Kingdom Hearts 3D: Dream Drop Distance. В сборник входят заставки из Kingdom Hearts 358/2 Days, перерисованные в высоком разрешении. В Японии сборник вышел в марте 2013 года, во всём остальном мире выпуск состоялся осенью того же года.

## Отзывы и популярность
| Сводный рейтинг    | Сводный рейтинг |
| Агрегатор          | Оценка          |
| ------------------ | --------------- |
| GameRankings       | 76,74 %         |
| Metacritic         | 75/100          |
| Иноязычные издания |                 |
| Издание            | Оценка          |
| Famitsu            | 36/40           |
| Game Informer      | 8/10            |
| GameSpot           | 8/10            |
| GameTrailers       | 7,9/10          |
| IGN                | 8/10            |
| ONM                | 69 %            |
| RPGamer            | 2,5/5           |

Средняя оценка Kingdom Hearts 358/2 Days составляет 75 % на Metacritic и 76,74 % на GameRankings. GameSpot хорошо отозвался о многопользовательской игре, сочтя её достаточно увлекательной, а также отметил хороший искусственный интеллект напарников во время боя, однако, раскритиковав неудобное управление камерой. Nintendo Power утверждает, что многие ждали её выхода, и что это лучшая игра, показанных на игровой выставке Tokyo Game Show 2008 года. Журнал удостоил похвал графику, отметив, что она из самых высококачественных на Nintendo DS. RPGamer отнёсся к 358/2 Days намного прохладнее, дав ей оценку в 2,5/5, подытожив обзор следующими словами: «…многих поклонников серии оттолкнёт отвратное управление и странный сюжет». Японский игровой журнал Famitsu поставил оценки 9/9/9/9 (а суммарный балл составил 36/40), в особенности выделив художественное оформление и графику, которой, по словам обозревателей, нет равной на DS. Система панелей и игровой процесс также были удостоены похвал. RPGFan дал игре 81 из 100,, также одобрительно высказавшись о визуальной части и об атмосфере, однако высказал недовольство тем фактом, что почти вся музыка в 358/2 Days была ранее задействована в Kingdom Hearts и Kingdom Hearts II, а также запутанным сюжетом. Ведущие австралийской телепередачи Good Game оценили её в 7/10 и 7,5/10, а Official Nintendo Magazine решил, что данная часть Kingdom Hearts достойна только 69 %, поскольку, по мнению журнала, в ней хорошая графика и игровой процесс, но сбивающий с толку сюжет и много самоповторения. Журнал «Страна игр» сообщает, что однообразные миссии могут побудить игрока бросить игру на полпути, а диалоги — «несмешные, глупые, наивные, ничего не сообщающие», однако, по мнению обозревателя, игру стоит пройти до конца, так как сюжет становится действительно интересным только начиная с середины прохождения.
Kingdom Hearts 358/2 Days заняла верхние строчки продаж в Японии в мае 2009 года: за первую неделю после выхода в Японии было продано 291,000 копий. На следующей неделе отметка достигла 106,000 проданных экземпляров, таким образом, игра стала по продажам в регионе. К августу 2009 года количество продаж почти достигло полумиллиона. К концу 2009 года в Японии было продано 571,981 картриджей, таким образом, она заняла двенадцатое место в списке самых продаваемых игр в стране. По данным NPD Group, продажи в Америке в октябре 2009 года превысили 360,000 штук. В ноябре 2009 года Square Enix объявила, что по всему миру продано 1,22 млн картриджей.